# Gibberellina 2beta-diossigenasi
La gibberellina 2beta-diossigenasi è un enzima appartenente alla classe delle ossidoreduttasi, che catalizza la seguente reazione:
gibberellina 1 + 2-ossoglutarato + O2 ⇄ 2β-idrossigibberellina 1 + succinato + CO2
L'enzima agisce anche su un certo numero di altre gibberelline.